# Gare d'Ishinomaki
La gare d'Ishinomaki (石巻駅, Ishinomaki-eki) est une gare ferroviaire de la ville d'Ishinomaki, dans la préfecture de Miyagi, au Japon. La gare est exploitée par la compagnie JR East.

## Situation ferroviaire
La gare d'Ishinomaki est située au point kilométrique (PK) 27,9 de la ligne Ishinomaki. Elle marque la fin de la ligne Senseki.

## Historique
La gare d'Ishinomaki a été inaugurée le 8 octobre 1912.

## Service des voyageurs

Vue des quais.

### Accueil
La gare dispose d'un bâtiment voyageurs, avec guichets, ouvert tous les jours.

### Desserte
- Ligne Senseki-Tōhoku :
  - voie 1 : direction Takagimachi  et Sendai
- Ligne Senseki :
  - voie 2 : direction Matsushima-Kaigan, Sendai et Aoba-dōri
- Ligne Ishinomaki :
  - voies 3 à 5 : direction Kogota ou Onagawa